# 阿北ドライビングスクール
阿北ドライビングスクール（あほくドライビングスクール、Ahoku Driving school）は、株式会社阿北自動車教習所が運営する徳島県阿波市吉野町柿原にある徳島県公安委員会の指定自動車教習所である。

## 概要

### 取得免許
- 大型自動車
- 中型自動車
- 普通自動車
- 大型特殊自動車
- 大型自動二輪車
- 普通自動二輪車
- 普通自動二輪車（小型限定）

### 沿革
- 1962年（昭和37年）4月19日 - 会社設立
  - 6月26日 - 徳島県公安委員会指定
  - 7月1日 - 開所

### 所在地
- 〒771-1401 徳島県阿波市吉野町柿原字植松203-3

## 交通アクセス
- JR徳島線鴨島駅からスクールバスで15分。